# Meizu M2 Note
Meizu M2 Note — смартфон китайської компанії Meizu (Chinese: 魅族科技有限公司 або просто "Meizu" (Chinese: 魅族; pinyin: Mèi Zú). Входить до середньорівневих смартфонів у лінійці компанії. Випущений у липні 2015 у Китаї, а в решті світу трохи пізніше. Meizu M2 Note — наступник Meizu M1 Note. Візуально більший за попередню модель. Кнопка "додому" стала фізичною. Корпус із полікарбонату, краї заокруглені. M2 Note поставляється в 4 кольорах: білий, синій, рожевий та сірий. Об’єм флеш-пам’яті — 16GB або 32GB. Телефон підтримує 2 сім-карти нано-формату. Причому карту пам’яті хоч і можна використовувати, але тільки займаючи слот сім-карти, таким чином одночасно можна використовувати лише одну сім-карту і карту пам’яті.

## Прошивка
Як і кожен смартфон Meizu, цей також має чотири види прошивки: U та C для китайського ринку, A для китайського ринку з можливістю встановлювати додатки Google та I — міжнародна прошивка, яка має незалочений завантажувач.
Meizu M2 Note постачається із кастомізованою версією Android Lollipop під назвою Flyme OS 4.5.1.
На 27 липня 2015 Meizu випустила Flyme OS 4.5.2. Італійська та російська мови вже не підтримуються у прошивці A, не зважаючи на наявність інших мов, крім китайської — німецької, англійської (США та Індія), іспанської, французької та ще дві азійські мови. Це було повідомлено італійським реселлером, що викликало невдоволення в покупців смартфона, які зробили покупку ще до анонсу, ставлячи під сумнів придбання смартфонів Meizu.

## Доступність в Україні
Станом на 13 грудня 2015 року, телефон із 16Gb продавався в City.com за 3 888 гривень. Таким чином, це найдоступніша версія телефона Meizu. На дану модель надавалася гарантія, що залежала від ціни. Так, за 3 888 грн надавалася гарантія тільки на 3 місяці, а максимальна гарантія в 39 місяців надавалася за ціну 4 665 грн.